# Wereldbeker shorttrack 2022/2023
De wereldbeker shorttrack 2022/2023 (officieel: ISU Short Track Speed Skating World Cup 2022-23) was een door de Internationale Schaatsunie georganiseerde shorttrackcompetitie. De cyclus begon op 28 oktober 2022 in Montreal, Canada, en eindigde op 12 februari 2023 in Dordrecht, Nederland. In totaal bestond de competitie uit zes wedstrijden op vijf verschillende locaties. Voor het eerst sinds 2012 werd er ook weer een klassement over alle drie de individuele afstanden opgemaakt. De kristallen bokaal ging bij de mannen naar de Koreaan Park Ji-won en naar de Nederlandse Suzanne Schulting bij de vrouwen.

## Mannen
| Datum      | Plaats         | Onderdeel    | Eerste            | Tweede            | Derde                |
| ---------- | -------------- | ------------ | ----------------- | ----------------- | -------------------- |
| 29/10/2022 | Montreal       | 1000 m (1)   | Roberts Krūzbergs | Lim Yong-jin      | Teun Boer            |
| 29/10/2022 | Montreal       | 1500 m       | Park Ji-won       | Steven Dubois     | Hong Kyung-hwan      |
| 30/10/2022 | Montreal       | 500 m        | Steven Dubois     | Lee June-seo      | Pietro Sighel        |
| 30/10/2022 | Montreal       | 1000 m (2)   | Pascal Dion       | Hong Kyung-hwan   | Kim Tae-sung         |
| 30/10/2022 | Montreal       | 5000 m relay | Zuid-Korea        | Kazachstan        | Canada               |
| 05/11/2022 | Salt Lake City | 500 m (1)    | Maxime Laoun      | Abzal Azhaliyev   | Lee June-seo         |
| 05/11/2022 | Salt Lake City | 1500 m       | Jens van 't Wout  | Park Ji-won       | Reinis Bērziņš       |
| 06/11/2022 | Salt Lake City | 500 m (2)    | Jens van 't Wout  | Denis Nikisja     | Pietro Sighel        |
| 06/11/2022 | Salt Lake City | 1000 m       | Park Ji-won       | Hong Kyung-hwan   | Adil Galiakhmetov    |
| 06/11/2022 | Salt Lake City | 5000 m relay | Canada            | Zuid-Korea        | China                |
| 10/12/2022 | Almaty         | 1000 m       | Jens van 't Wout  | Pascal Dion       | Jordan Pierre-Gilles |
| 10/12/2022 | Almaty         | 1500 m (1)   | Hong Kyung-hwan   | Stijn Desmet      | Kim Tae-sung         |
| 11/12/2022 | Almaty         | 500 m        | Kim Tae-sung      | Denis Nikisja     | Jang Sung-woo        |
| 11/12/2022 | Almaty         | 1500 m (2)   | Park Ji-won       | Hong Kyung-hwan   | Pascal Dion          |
| 11/12/2022 | Almaty         | 5000 m relay | Canada            | Zuid-Korea        | Japan                |
| 17/12/2022 | Almaty         | 500 m (1)    | Diane Sellier     | Steven Dubois     | Denis Nikisja        |
| 17/12/2022 | Almaty         | 1500 m       | Park Ji-won       | Stijn Desmet      | Hong Kyung-hwan      |
| 18/12/2022 | Almaty         | 500 m (2)    | Denis Nikisja     | Jang Sung-woo     | Stijn Desmet         |
| 18/12/2022 | Almaty         | 1000 m       | Park Ji-won       | Steven Dubois     | Roberts Krūzbergs    |
| 18/12/2022 | Almaty         | 5000 m relay | Canada            | Nederland         | Japan                |
| 04/02/2023 | Dresden        | 1000 m       | Park Ji-won       | Roberts Krūzbergs | Felix Roussel        |
| 04/02/2023 | Dresden        | 1500 m (1)   | Lee June-seo      | Pietro Sighel     | Lim Yong-jin         |
| 05/02/2023 | Dresden        | 500 m        | Lin Xiaojun       | Yuchen Zhong      | Kazuki Yoshinaga     |
| 05/02/2023 | Dresden        | 1500 m (2)   | Park Ji-won       | Sjinkie Knegt     | Reinis Bērziņš       |
| 05/02/2023 | Dresden        | 5000 m relay | China             | Japan             | Hongarije            |
| 11/02/2023 | Dordrecht      | 1000 m (1)   | Steven Dubois     | Pascal Dion       | Roberts Krūzbergs    |
| 11/02/2023 | Dordrecht      | 1500 m       | Park Ji-won       | Lee June-seo      | Jens van 't Wout     |
| 12/02/2023 | Dordrecht      | 500 m        | Lin Xiaojun       | Lim Yong-jin      | Łukasz Kuczyński     |
| 12/02/2023 | Dordrecht      | 1000 m (2)   | Park Ji-won       | Pascal Dion       | Luca Spechenhauser   |
| 12/02/2023 | Dordrecht      | 5000 m relay | Zuid-Korea        | China             | Japan                |

### Eindstanden
| #  | Naam              | Punten |
| -- | ----------------- | ------ |
| 1  | Park Ji-won       | 1068   |
| 2  | Hong Kyung-hwan   | 674    |
| 3  | Steven Dubois     | 668    |
| 4  | Pascal Dion       | 635    |
| 5  | Kim Tae-sung      | 502    |
| 6  | Pietro Sighel     | 492    |
| 7  | Maxime Laoun      | 474    |
| 8  | Roberts Kruzbergs | 472    |
| 9  | Jens van 't Wout  | 466    |
| 10 | Lim Yong-jin      | 458    |

| # | Naam          | Punten |
| - | ------------- | ------ |
| 1 | Denis Nikisja | 402    |
| 2 | Steven Dubois | 348    |
| 3 | Diane Sellier | 326    |
| 4 | Pietro Sighel | 304    |
| 5 | Lim Yong-Jin  | 262    |

| # | Naam              | Punten |
| - | ----------------- | ------ |
| 1 | Park Ji-won       | 488    |
| 2 | Pascal Dion       | 450    |
| 3 | Roberts Kruzbergs | 402    |
| 4 | Hong Kyung-hwan   | 244    |
| 5 | Kim Tae-sung      | 234    |

| # | Naam            | Punten |
| - | --------------- | ------ |
| 1 | Park Ji-won     | 580    |
| 2 | Hong Kyung-hwan | 430    |
| 3 | Friso Emons     | 320    |
| 4 | Reinis Berzins  | 258    |
| 5 | Stijn Desmet    | 252    |

| # | Land       | Punten |
| - | ---------- | ------ |
| 1 | Canada     | 370    |
| 2 | Zuid-Korea | 360    |
| 3 | China      | 300    |
| 4 | Japan      | 290    |
| 5 | Kazachstan | 250    |

## Vrouwen
| Datum      | Plaats         | Onderdeel    | Eerste            | Tweede                  | Derde                   |
| ---------- | -------------- | ------------ | ----------------- | ----------------------- | ----------------------- |
| 29/10/2022 | Montreal       | 1000 m (1)   | Xandra Velzeboer  | Shim Suk-hee            | Seo Whi-min             |
| 29/10/2022 | Montreal       | 1500 m       | Suzanne Schulting | Kim Gilli               | Kristen Santos-Griswold |
| 30/10/2022 | Montreal       | 500 m        | Xandra Velzeboer  | Natalia Maliszewska     | Shim Suk-hee            |
| 30/10/2022 | Montreal       | 1000 m (2)   | Suzanne Schulting | Choi Min-jeong          | Kim Gilli               |
| 30/10/2022 | Montreal       | 3000 m relay | Nederland         | Canada                  | Italië                  |
| 05/11/2022 | Salt Lake City | 500 m (1)    | Kim Boutin        | Natalia Maliszewska     | Kristen Santos-Griswold |
| 05/11/2022 | Salt Lake City | 1500 m       | Kim Gilli         | Anna Seidel             | Choi Min-jeong          |
| 06/11/2022 | Salt Lake City | 500 m (2)    | Xandra Velzeboer  | Choi Min-jeong          | Rikki Doak              |
| 06/11/2022 | Salt Lake City | 1000 m       | Suzanne Schulting | Courtney Sarault        | Kristen Santos-Griswold |
| 06/11/2022 | Salt Lake City | 3000 m relay | Zuid-Korea        | Canada                  | Italië                  |
| 10/12/2022 | Almaty         | 1000 m       | Courtney Sarault  | Shim Suk-hee            | Corinne Stoddard        |
| 10/12/2022 | Almaty         | 1500 m (1)   | Suzanne Schulting | Choi Min-jeong          | Kim Gilli               |
| 11/12/2022 | Almaty         | 500 m        | Kim Boutin        | Suzanne Schulting       | Kristen Santos-Griswold |
| 11/12/2022 | Almaty         | 1500 m (2)   | Hanne Desmet      | Courtney Sarault        | Anna Seidel             |
| 11/12/2022 | Almaty         | 3000 m relay | Canada            | Nederland               | Zuid-Korea              |
| 17/12/2022 | Almaty         | 500 m (1)    | Suzanne Schulting | Natalia Maliszewska     | Yara van Kerkhof        |
| 17/12/2022 | Almaty         | 1500 m       | Courtney Sarault  | Hanne Desmet            | Shim Suk-hee            |
| 18/12/2022 | Almaty         | 500 m (2)    | Yara van Kerkhof  | Michelle Velzeboer      | Petra Jászapáti         |
| 18/12/2022 | Almaty         | 1000 m       | Suzanne Schulting | Kristen Santos-Griswold | Anna Seidel             |
| 18/12/2022 | Almaty         | 3000 m relay | Zuid-Korea        | Canada                  | Hongarije               |
| 04/02/2023 | Dresden        | 1000 m       | Suzanne Schulting | Hanne Desmet            | Zang Chutong            |
| 04/02/2023 | Dresden        | 1500 m (1)   | Choi Min-jeong    | Kristen Santos-Griswold | Courtney Sarault        |
| 05/02/2023 | Dresden        | 500 m        | Suzanne Schulting | Xandra Velzeboer        | Choi Min-jeong          |
| 05/02/2023 | Dresden        | 1500 m (2)   | Kim Gilli         | Anna Seidel             | Shim Suk-hee            |
| 05/02/2023 | Dresden        | 3000 m relay | Nederland         | Canada                  | Zuid-Korea              |
| 11/02/2023 | Dordrecht      | 1000 m (1)   | Kim Boutin        | Kristen Santos-Griswold | Xandra Velzeboer        |
| 11/02/2023 | Dordrecht      | 1500 m       | Hanne Desmet      | Suzanne Schulting       | Shim Suk-hee            |
| 12/02/2023 | Dordrecht      | 500 m        | Xandra Velzeboer  | Kim Boutin              | Rikki Doak              |
| 12/02/2023 | Dordrecht      | 1000 m (2)   | Courtney Sarault  | Kim Gilli               | Suzanne Schulting       |
| 12/02/2023 | Dordrecht      | 3000 m relay | Canada            | Hongarije               | Zwitserland             |

### Eindstanden
| #  | Naam                    | Punten |
| -- | ----------------------- | ------ |
| 1  | Suzanne Schulting       | 1062   |
| 2  | Courtney Sarault        | 776    |
| 3  | Hanne Desmet            | 744    |
| 4  | Kim Gilli               | 700    |
| 5  | Kristen Santos-Griswold | 700    |
| 6  | Shim Suk-hee            | 700    |
| 7  | Kim Boutin              | 680    |
| 8  | Xandra Velzeboer        | 640    |
| 9  | Choi Min-jeong          | 572    |
| 10 | Corinne Stoddard        | 546    |

| # | Naam                | Punten |
| - | ------------------- | ------ |
| 1 | Xandra Velzeboer    | 426    |
| 2 | Natalia Maliszewska | 368    |
| 3 | Kim Boutin          | 336    |
| 4 | Rikki Doak          | 324    |
| 5 | Yara van Kerkhof    | 312    |

| # | Naam              | Punten |
| - | ----------------- | ------ |
| 1 | Suzanne Schulting | 470    |
| 2 | Courtney Sarault  | 360    |
| 3 | Hanne Desmet      | 324    |
| 4 | Kim Boutin        | 284    |
| 5 | Corinne Stoddard  | 266    |

| # | Naam                    | Punten |
| - | ----------------------- | ------ |
| 1 | Kim Gilli               | 450    |
| 2 | Hanne Desmet            | 420    |
| 3 | Courtney Sarault        | 392    |
| 4 | Kristen Santos-Griswold | 314    |
| 5 | Choi Min-jeong          | 310    |

| # | Land       | Punten |
| - | ---------- | ------ |
| 1 | Canada     | 360    |
| 2 | Nederland  | 340    |
| 3 | Zuid-Korea | 340    |
| 4 | Italië     | 244    |
| 5 | Hongarije  | 240    |

## Gemengd
| Datum      | Plaats         | Onderdeel    | Eerste                                                                                             | Tweede | Derde                                                                                         |
| ---------- | -------------- | ------------ | -------------------------------------------------------------------------------------------------- | --- | --------------------------------------------------------------------------------------------- |
| 29/10/2022 | Montreal       | 2000 m relay | Zuid-KoreaHong Kyung-hwan Kim Geon-hee Kim Gilli Lee So-youn Lim Yong-jin Park Ji-won Shim Suk-hee | BelgiëTineke den Dulk Hanne Desmet Stijn Desmet Ward Pétré                                                       | CanadaRikki Doak Steven Dubois Mathieu Pelletier Felix Roussel Courtney Sarault               |
| 05/11/2022 | Salt Lake City | 2000 m relay | ChinaLi Wenlong Wang Xinran Zhang Chutong Zhong Yuchen                                             | Zuid-KoreaHong Kyung-hwan Kim Geon-hee Kim Gilli Kim Tae-sung Lee Dong-hyun Lee So-youn Park Ji-won Shim Suk-hee | Verenigde StatenKim Brandon Andrew Heo Marcus Howard Kristen Santos-Griswold Corinne Stoddard |
| 10/12/2022 | Almaty         | 2000 m relay | Zuid-Korea                                                                                         | China | BelgiëTineke den Dulk Hanne Desmet Stijn Desmet Ward Pétré                                    |
| 17/12/2022 | Almaty         | 2000 m relay | Zuid-Korea                                                                                         | BelgiëTineke den Dulk Hanne Desmet Stijn Desmet Ward Pétré                                                       | Polen                                                                                         |
| 04/02/2023 | Dresden        | 2000 m relay | Italië                                                                                             | Zuid-Korea | Nederland                                                                                     |
| 11/02/2023 | Dordrecht      | 2000 m relay | NederlandItzhak de Laat Suzanne Schulting Jens van 't Wout Xandra Velzeboer                        | CanadaWilliam Dandjinou Rikki Doak Jordan Pierre-Gilles Courtney Sarault                                         | PolenŁukasz Kuczyński Nikola Mazur Michał Niewiński Kamila Stormowska                         |

### Eindstand
| # | Land       | Punten |
| - | ---------- | ------ |
| 1 | Zuid-Korea | 380    |
| 2 | Nederland  | 290    |
| 3 | België     | 280    |
| 4 | Canada     | 260    |
| 5 | China      | 256    |

1997/1998 · 
1998/1999 · 
1999/2000 · 
2000/2001 · 
2001/2002 · 
2002/2003 · 
2003/2004 · 
2004/2005 · 
2005/2006 · 
2006/2007 · 
2007/2008 ·
2008/2009 ·
2009/2010 ·
2010/2011 ·
2011/2012 ·
2012/2013 ·
2013/2014 ·
2014/2015 ·
2015/2016 ·
2016/2017 ·
2017/2018 ·
2018/2019 ·
2019/2020 · 
2020/2021 ·
2021/2022 ·
2022/2023 ·
2023/2024 ·
2024/2025
Alpineskiën ·
Biatlon ·
Bobsleeën ·
Freestyleskiën ·
Langlaufen ·
Noordse combinatie ·
Rodelen ·
Schaatsen (junioren) ·
Schansspringen ·
Shorttrack ·
Skeleton ·
Snowboarden